# Leen Vente
Leendert Roelof Jan „Leen“ Vente (14. května 1911 – 9. listopadu 1989) byl nizozemský fotbalista, který hrál na pozici útočníka. Za nizozemskou fotbalovou reprezentaci odehrál 21 zápasů a vstřelil 19 gólů a hrál na Mistrovství světa ve fotbale v letech 1934 a 1938.

## Hráčská kariéra
Vente začínal hrát fotbal v rodném Rotterdamu za klub Semper Melior a později za Pro Patria. Nakonec nastoupil do Neptunusu, kde se zpočátku věnoval i atletice.
V dubnu 1936 Vente přestoupil do Feyenoordu. Byl jedním z hráčů, kteří se zúčastnili zahajovacího zápasu na stadionu De Kuip v roce 1937. Feyenoord hrál s Beerschot a vyhrál 5:2. Vente vstřelil vůbec první gól na stadionu a zápas zakončil hattrickem. Vente zakončil své působení v klubu s 82 ligovými zápasy, ve kterých vstřelil 65 gólů.
V lednu 1941 se Vente vrátil do Neptunusu.

## Po konci kariéry
V roce 1943 získal trenérskou licenci. Svou manažerskou kariéru zahájil v roce 1950 v klubu NOAD. Poté trénoval jak EBOH, tak VOC. V roce 1957 krátce působil jako manažer klubu Xerxes. Poté trénoval mimo jiné Neptunus a SV Slikkerveer.

## Osobní život
Vente vlastnil kavárnu, o níž přišel během německého bombardování Rotterdamu. Po druhé světové válce byl zadržen „Politickou vyšetřovací službou“ na základě obvinění z náboru ve své kavárně, ale brzy byl rehabilitován.
Vente zemřel 9. listopadu 1989 v Rotterdamu.
Jeho prasynovec, Dylan Vente, je také fotbalistou a hraje za Hibernian.

## Úspěchy
Feyenoord
- Nizozemský fotbalový ligový šampionát: 1937/38, 1939/40